# Jonathan Cañaveral
Jonathan Cañaveral Vargas (Pereira, Risaralda, 2 de noviembre de 1996) es un ciclista profesional colombiano de ruta.

## Palmarés
2016
- Loinatz Proba, País Vasco, España

2017
- Vuelta Ciclista a la Provincia de Alicante[1]

2018
- 1 etapa de la Vuelta a Costa Rica

## Equipos
- Wilier-Southeast (stagiaire) (2016)
- Gsport-València Esports (2017)
- Bicicletas Strongman Colombia Coldeportes (2018-2019)
- Giotti Victoria (2020)
- Bardiani-CSF-Faizanè (2021-2022)